# 11815 Viikinkoski
11815 Viikinkoski eller 1981 EG31 är en asteroid i huvudbältet som upptäcktes den 2 mars 1981 av den amerikanska astronomen Schelte J. Bus vid Siding Spring-observatoriet. Den är uppkallad efter Matti Viikinkoski.